# Франциска Петрі
Франци́ска Пе́трі (нім. Franziska Petri; 17 серпня 1973, Лейпциг, НДР, нині — Німеччина) — німецька акторка.

## Біографія
Франциска Петрі народилася 17 серпня 1973 року в Лейпцигу, на той час у Німецькій Демократичній Республіці (НДР). У 1995 році вона закінчила Академію драматичного мистецтва імені Ернста Буша в Берліні. Студенткою дебютувала на телебаченні в серіалах «Операція Медуза», «Вбивство червоної Ріти» і «Прокляття Анни». Першим кінофільмом з її участю стала драматична комедія «Великий Мамбо» (1998), що відкривала 48-й Берлінський міжнародний кінофестиваль. З 1995 року Петрі є акторкою берлінського Театру Шиллера.
У 2011 році Франциска Петрі зіграла головну роль у фільмі російського режисера Кирила Серебреннікова «Зрада», прем'єра якого відбулася на Венеційському кінофестивалі 2012 року, де він брав участь в офіційній конкурсній програмі. За акторську майстерність у цій стрічці акторка була нагороджена призами за найкращу жіночу роль на кінофестивалі 2012 року в Абу-Дабі та Талліннському кінофестивалі «Темні ночі».
У 2013 році Петрі входила до складу головного міжнародного журі 4-го Одеського міжнародного кінофестивалю, очолюваного Олександром Роднянським.
У 2017 році Франциска Петрі була запрошена на головну жіночу роль детектива Інтерполу Івонн Барт у містичному трилері режисера Любомира Левицького «Егрегор», вихід на екрани якого планується наприкінці 2018 року.

## Особисте життя
З 1995 по 2005 рік Франциска Петрі була у шлюбі зі своїм колегою, актором Уве Кокішем. У 2010 році вона народила свою першу дитину.

## Фільмографія
| Рік       |    | Українська назва                              | Оригінальна назва                          | Роль                                |
| --------- | -- | --------------------------------------------- | ------------------------------------------ | ----------------------------------- |
| 1970      | с  | Місце злочину                                 | Tatort                                     | Ангела Меєрбаум                     |
| 1981      | с  | Справа на двох                                | Ein Fall für zwei                          | Брітта Абелс                        |
| 1992—2006 | с  | Закон Вольфа                                  | Wolffs Revier                              | Ніколь Бальсер                      |
| 1994—2006 | с  | Охорона                                       | Die Wache                                  | Ізабель                             |
| 1994      | с  | Сильна група                                  | Ein starkes Team                           | Ізабель Лагретт                     |
| 1994      | с  | Ім'ям закону                                  | Im Namen des Gesetzes                      | фрау Еванс                          |
| 1995      | тф | Операція «Медуза»                             | Operation Medusa                           | Гільда Гербер                       |
| 1996      | с  | Спецзагін «Кобра»                             | Alarm für Cobra 11 — Die Autobahnpolizei   |                                     |
| 1998      | ф  | Великий Мамбо                                 | Das Mambospiel                             | Джулія                              |
| 1998—2001 | с  | Повітряна поліція                             | HeliCops — Einsatz über Berlin             | Еллен Вінтер                        |
| 1999      | ф  | Вулкан                                        | Der Vulkan                                 | Наталі                              |
| 2000      | ф  | Забути Америку                                | Vergiss Amerika                            | Анна Лінднер                        |
| 2000      | с  | Донна Леон                                    | Donna Leon                                 | сеньйоріна Бенедетта Леріні         |
| 2000      | кф | Нічна доглядальниця                           | Die Nachtschwester                         | нічна доглядальниця                 |
| 2001      | ф  | Лео і Клер                                    | Leo und Claire                             | Френ Шеффлер                        |
| 2003      | с  | СОКО Кельн                                    | SOKO Köln                                  | Гільтруд Еммерт                     |
| 2004      | тф | Рахунок                                       | Das Konto                                  | Лаура Шпігельберг                   |
| 2005      | с  | Прокурор                                      | Der Staatsanwalt                           | Імке Штерн                          |
| 2005      | ф  | Макс і Мориц: Перезавантаження                | Max und Moritz Reloaded                    | соціальний працівник Паула Вінтер   |
| 2005      | тф | Коли приходить кохання                        | Wen die Liebe trifft...                    | Франка Ромберг                      |
| 2005      | тф | Нескінченний горизонт                         | Endloser Horizont                          | Елізабет «Ліллі» Мейєр              |
| 2006      | с  | Криміналіст                                   | Der Kriminalist                            | Кім Фалькенберг                     |
| 2007      | ф  | Порно! Мело! Драма!                           | Porno!Melo!Drama!                          | Ніко                                |
| 2007      | тф | Головний свідок                               | Der Kronzeuge                              | Деніз                               |
| 2007      | ф  | Серце — це темний ліс                         | Das Herz ist ein dunkler Wald              | Анна                                |
| 2008      | тф | День, коли я зустріла свого мертвого чоловіка | Der Tag, an dem ich meinen toten Mann traf | Єлена                               |
| 2008      | ф  | Світ тіней                                    | Schattenwelt                               | Валері Мато                         |
| 2009      | ф  | Для Міріам                                    | Für Miriam                                 | Карен Мартенс                       |
| 2009      | с  | Ласко — Кулак Бога                            | Lasko — Die Faust Gottes                   | терористка                          |
| 2009      | с  | Штутгартське вбивство                         | SOKO Stuttgart                             | Ельке Реш                           |
| 2012      | ф  | Зрада                                         | Измена                                     | Она                                 |
| 2015      | тф | Платонов                                      | Platonow                                   | Соня                                |
| 2016      | тф | Марі Бренд і слід страху                      | Marie Brand und die Spur der Angst         | Анн Дробек                          |
| 2016      | ф  | Дуелянт                                       | Дуэлянт                                    | велика княгиня Олександра Йосипівна |
| 2016      | тф | Долорес                                       | Dolores                                    | Долорес Мур                         |
| 2017      | ф  | Егрегор                                       |                                            | детектив Інтерполу Івонн Барт       |

## Визнання
| Нагороди та номінації Франциски Петрі       | Нагороди та номінації Франциски Петрі | Нагороди та номінації Франциски Петрі | Нагороди та номінації Франциски Петрі |
| Рік                                         | Категорія                             | Фільм                                 | Результат                             |
| ------------------------------------------- | ------------------------------------- | ------------------------------------- | ------------------------------------- |
| Берлінський міжнародний кінофестиваль       |                                       |                                       |                                       |
| 2009                                        | Нагорода «Діалог у перспективі»       | Для Міріам                            | Перемога                              |
| Кінофестиваль в Абу-Дабі                    |                                       |                                       |                                       |
| 2012                                        | Найкраща акторка                      | Зрада                                 | Перемога                              |
| Талліннський кінофестиваль «Темні ночі»     |                                       |                                       |                                       |
| 2012                                        | Приз журі найкращій акторці           | Зрада                                 | Перемога                              |
| Віденський кінофестиваль незалежних фільмів |                                       |                                       |                                       |
| 2017                                        | Золота статуетка найкращій акторці    | Платонов                              | Перемога                              |